# Basra
Basra (Arabisch: البصرة, al-Basrah) is de op een na grootste stad van Irak. De stad ligt op ruim 100 km van de Perzische Golf aan de Sjatt al-Arab (het verlengde van de Tigris en de Eufraat) in het uiterste zuidoosten van het land. Ze telt vermoedelijk 3,8 miljoen inwoners.

## Geschiedenis
Basra werd in 636 gesticht door kalief Omar. In de islamitische gouden eeuw was Basra een belangrijke stad voor kunst en wetenschap. De stad werd in de dertiende eeuw door Mongoolse plunderaars verwoest. Het huidige Basra werd even stroomopwaarts gebouwd. Sinds Basra in 1546 door de Turken werd veroverd, was de stad een voortdurende twistappel tussen de Turken en de Perzen. De bevolking was en is in meerderheid Arabisch en sjiitisch moslim.

### Twintigste eeuw
Basra heeft in de twintigste eeuw vier keer in de vuurlinies gelegen: in 1914, toen de Britten de stad op het Turkse rijk veroverden, in de Tweede Wereldoorlog, toen de Britten de stad wederom innamen, vanaf 1980 in de oorlog tussen Irak en Iran en in 1991 tijdens de oorlog in Koeweit.

### Irakoorlog
Tijdens de Irakoorlog waren het opnieuw de Britten die Basra innamen. Toen was het de bedoeling dat Basra zou functioneren als toevoerhaven voor humanitaire hulp voor de Iraakse burgerbevolking. Hiertoe verklaarden de Verenigde Staten Basra tot militair doelwit. Na een beleg van twee weken namen de Britten de stad op 5 april in.

## Economie
De stad wordt omringd door belangrijke olievelden en is mede daardoor van grote strategische betekenis.
Behalve door haar olieindustrie is Basra van belang als grootste havenstad van Irak. Van oudsher is de omgeving van Basra ook bekend om haar productie van graan en veelgeprezen dadels.

## Klimaat
Basra bevindt zich in een gedeeltelijk woestijnklimaat en steppeklimaat. Dit betekent dat het gebied zeer heet en zeer droog is (minder dan 250mm/jaar). In de winter schommelen de minima rond 5°C à 15°C en de maxima rond 15°C à 25°C. In de zomer schommelen de minima rond 25°C à 35°C en de maxima rond 40°C à 50°C.

## Kunst en cultuur
In 2016 opende het Basrah Museum zijn deuren voor het publiek. Het museum, gewijd aan de geschiedenis van de stad, is gevestigd in een voormalig paleis van Saddam Hussein.
Ten noorden bevindt zich de archeologische site Antiochië aan de Tigris, ook Alexandria Susiana of Charax Spasinu genoemd.

## Geboren
- Enas Taleb (1980), actrice en presentatrice
- Anmar Almubaraki (1991), voetballer